# 고천서원
고천서원(鶴南書院)은 대한민국 경상북도 영천시에 위치한 조선 시대의 서원이다. 1705년에 창건되었으며, 김대해(金大海), 김연(金 演), 최인제(崔仁濟), 정석남(鄭碩男), 이영근(李榮根), 이지암(李之馣), 이일장(李日將), 이득룡(李得龍), 이득린(李得麟), 손응현(孫應睍)을 제향하고 있다.